# کول‌کند
کول‌کند جماعت و شهرکی در شمال غربی تاجیکستان است که در ناحیهٔ اسفره ولایت سغد قرار دارد. جمعیت این جماعت ۱۷٬۷۳۲ نفر است.